# La Sybille
La Sybille ist ein Gemeindeteil der französischen Gemeinde Claudon im Département Vosges in der Region Grand Est.

## Lage
Der Weiler  mit 15 Wohnhäusern liegt 1,8 Kilometer südöstlich von Claudon und 2,1 Kilometer nordwestlich von La Grande Catherine.

## Geschichte
Der Ort wurde bereits 1227 urkundlich erwähnt, als die Quelle, die dort entspringt, in einer Schenkung an die Abtei von Droiteval vermacht wurde.
Die Glashütte La Grande Sybille (La Verrière de la Fontaine Dame Sybille, auch L'Esbille), wurde 1501 von Jean und Philippe Thiétry mit Genehmigung des Herzogs René II in Betrieb genommen.  Mitte des 16. Jahrhunderts gelangte sie in den Besitz von Jehan des Champs, François Hennezel und Nicolas Thiétry, die 1555 auch die Glashütte La Pille wieder einrichteten. Gegen Ende des 16. Jahrhunderts lag die Glashütte wegen der Kriege etwa zwei Jahrzehnte still. Dann wurde sie von den Hennezels und Thiétrys wieder genutzt bis zum Dreißigjährigen Krieg, während dem sie zerstört wurde und wieder drei Jahrzehnte still lag.
Mitte des 18. Jahrhunderts ging die Glashütte durch Heirat an die Familien du Houx und de Massey. Es wurden inzwischen nur noch Flaschen produziert. Im Zuge der Revolution wurde die Glashütte um 1789–1799 aufgegeben.

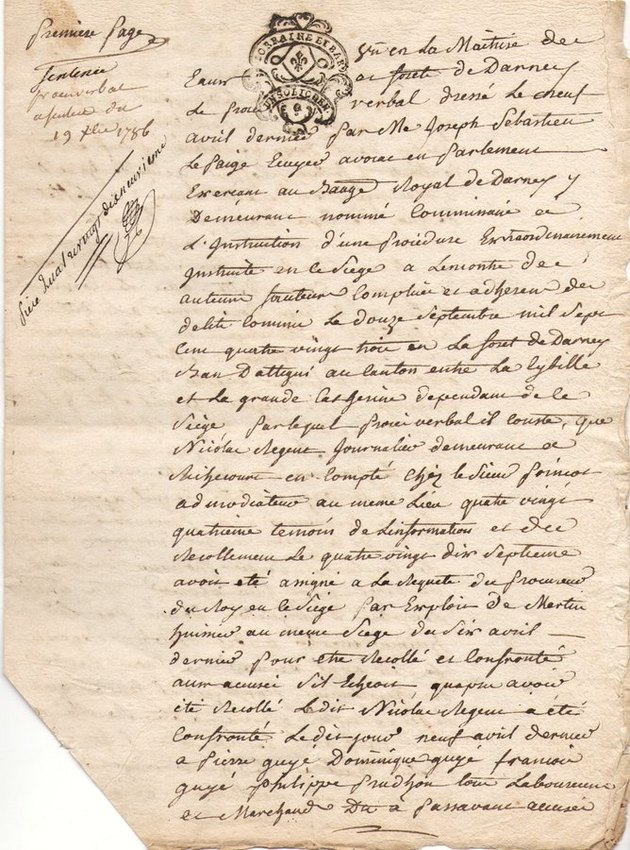
Waldfrevel bei La Sybille, 1786

Im Jahr 1786 wurde ein außergewöhnliches Verfahren gegen die Urheber, Verursacher, Komplizen und Anhänger der am 12. September 1783 begangenen Waldfrevels eingeleitet. Die Delikte hatten sich im Wald von Darney zwischen den Glashütten La Sybille und La Grande Catherine zugetragen und mussten wohl sehr umfangreich gewesen sein, denn es wurden mehrere Straftäter verurteilt.

## Nachweise
1. ↑  Le site national de l’adresse (adresse.data.gouv.fr)
2. ↑  La Sybille (hennezel.net)
3. ↑  Paul Rodier: Les Verreries des Hautes Forêts de Darney. Epinal. 1909.
4. ↑  Verrière de la Fontaine Dame Sybille, 1501 – um 1800.
5. ↑  Délit forestier à la Grande Catherine. 19. März 2017.
6. ↑  Délis forestiers à la Grande Catherine, Darney (Vosges) en 1786. (siehe auch: Digitalisat)